# Кудрявцев, Геннадий Георгиевич
Генна́дий Гео́ргиевич Кудря́вцев (9 октября 1941 г.) — советский государственный деятель, министр связи СССР (1991).

## Образование
Геннадий Кудрявцев родился 9 октября 1941 года в Приморском крае в семье военнослужащего. Окончил 7 классов в школе при военном гарнизоне (1955), в г. Трубчевске Брянской области окончил с серебряной медалью среднюю школу (1957). Окончил Московский институт связи (1962) и Академию народного хозяйства СССР в 1980 г.
Кандидат технических наук (1999).

## Биография
Член КПСС с 1957 года.
- 1958—1959 гг. — машинист-дизелист электростанции в г. Трубчевск.
- 1959—1962 гг. — студент Московского института связи.
- 1962—1963 гг. — электромеханик радиорелейных магистралей в Москве.
- 1963—1966 гг. — служба в Советской Армии.
- 1966—1969 гг. — старший электрик, инженер радиосвязи центра международной связи в Москве.
- В 1969 году был приглашён на работу в Министерство связи СССР старшим инженером. С 1970 г. начальник отдела радиорелейных линий, затем заместитель начальника Главного управления линейнокабельных и радиорелейных сооружений связи.
- С ноября 1980 г. — первый заместитель министра связи СССР.
- Со 2 марта по 28 августа 1991 года — министр связи СССР.
- С декабря 1991 года — председатель Совета директоров АО «Интертелеком».
- С декабря 1992 года по 2005 год — генеральный директор международной организации космической связи «Интерспутник».
- С 2005 года — внештатный советник Министра информационных технологий и связи Российской Федерации.

## Награды
- орден Октябрьской революции
- орден Дружбы народов
- орден Знак Почета
- Заслуженный связист России